# Championnat d'Israël de football 1981-1982
Navigation
Championnat d'Israël 1980-1981 Championnat d'Israël 1982-1983
Le Championnat d'Israël de football 1981-1982 est la 30e édition de ce championnat.

## Classement[1]
| Rang | Équipe               | Pts | J  | G  | N  | P  | Bp | Bc | Diff |
| ---- | -------------------- | --- | -- | -- | -- | -- | -- | -- | ---- |
| 1    | Hapoël Kfar Sabah    | 42  | 30 | 17 | 8  | 5  | 45 | 28 | +17  |
| 2    | Maccabi Netanya      | 41  | 30 | 17 | 7  | 6  | 63 | 29 | +34  |
| 3    | Bnei Yehoudah        | 35  | 30 | 13 | 9  | 8  | 34 | 30 | +4   |
| 4    | Hapoël Beer-Sheva    | 34  | 30 | 14 | 6  | 10 | 43 | 38 | +5   |
| 5    | Hapoël Tel-Aviv      | 31  | 30 | 9  | 13 | 8  | 32 | 25 | +7   |
| 6    | Betar Jérusalem      | 30  | 30 | 9  | 12 | 9  | 37 | 36 | +1   |
| 7    | Maccabi Haïfa        | 30  | 30 | 9  | 12 | 9  | 32 | 32 | 0    |
| 8    | Maccabi Tel-Aviv     | 30  | 30 | 10 | 10 | 10 | 26 | 32 | -6   |
| 9    | Maccabi Petah-Tikvah | 29  | 30 | 9  | 11 | 10 | 35 | 35 | 0    |
| 10   | Hapoël Jérusalem FC  | 29  | 30 | 8  | 13 | 9  | 24 | 26 | -2   |
| 11   | Maccabi Jaffa        | 29  | 30 | 9  | 11 | 10 | 32 | 36 | -4   |
| 12   | Shimshon Tel-Aviv    | 28  | 30 | 7  | 14 | 9  | 25 | 32 | -7   |
| 13   | Hapoël Yehud         | 28  | 30 | 6  | 16 | 8  | 17 | 26 | -9   |
| 14   | Hapoël Rishon LeZion | 26  | 30 | 8  | 10 | 12 | 28 | 32 | -4   |
| 15   | Beitar Tel-Aviv      | 24  | 30 | 5  | 14 | 11 | 22 | 32 | -10  |
| 16   | Hapoël Petah-Tikvah  | 14  | 30 | 3  | 8  | 19 | 13 | 39 | -26  |

|  | Champion |
|  | Relégué  |

## Bilan de la saison
| Tableau d'Honneur                |                   |
| Compétition                      | Vainqueur         |
| Championnat d'Israël de football | Hapoël Kfar Sabah |
| Coupe d'Israël de football       | Hapoël Yehud      |

| Promotions et relégations |                                                          |
| Relégués en Liga Leumit   | Hapoël Rishon LeZion Beitar Tel-Aviv Hapoël Petah-Tikvah |
| Promus en Ligat ha'Al     | Hapoël Ramat-Gan Maccabi Yavne Hapoël Lod                |